# Paleosepharia gongshana
Paleosepharia gongshana là một loài bọ cánh cứng trong họ Chrysomelidae. Loài này được Chen & Jiang miêu tả khoa học năm 1986.